# Alberto Varvaro
Alberto Varvaro (Palermo, 13 marzo 1934 – Napoli, 22 ottobre 2014) è stato un filologo italiano, allievo di Salvatore Battaglia.

## Biografia
Laureatosi a Palermo, venne poi ammesso al corso di perfezionamento della Scuola normale superiore. Per qualche anno ebbe l'incarico di lettore all'Università di Zurigo. Fu professore ordinario di Filologia romanza all'Università degli Studi di Napoli Federico II, socio dell'Accademia della Crusca, socio dell'Accademia Nazionale dei Lincei, professore emerito dell'Istituto italiano di scienze umane, nonché membro del comitato direttivo e collaboratore dell'Enciclopedia fridericiana, opera edita dall'Istituto dell'Enciclopedia Italiana. Pubblicò studi sulla letteratura medievale ma anche lavori attinenti ai campi della sociolinguistica e della dialettologia.

## Opere

### Saggi e monografie
- Il Roman de Tristan di Beroul, Torino: Bottega d'Erasmo, 1963
- Dal latino tardo all'antico francese: testi e commenti, Napoli: Liguori, 1964
- La narrativa francese alla metà del XII secolo, Napoli: Liguori, 1964
- Filologia spagnola medioevale, 3 voll., Napoli: Liguori
  - 1. Linguistica, 1965
  - 2. Letteratura, 1969
  - 3. Antologia, 1971
- Appunti di linguistica antico-francese, Napoli: Liguori, 1966
- Studi sulla narrativa francese della seconda meta del XII secolo, Napoli: Liguori, 1966
- Storia, problemi e metodi della linguistica romanza, Napoli: Liguori, 1968 (2. ed. 1980; 3 ed. 1985. ISBN 88-207-0697-0)
  - Historia, problemas y métodos de la lingüística románica, (traducción de Anna M. Mussons) Barcelona: Sirmio, 1988. ISBN 8477690103
- Struttura e forma della letteratura romanza del medioevo, Napoli: Liguori, 1968
  - Literatura románica de la Edad Media: estructuras y formas (traducción de Lola Badia y Carlos Alvar), Barcelona: Ariel, 1983. ISBN 843448367X
- La letteratura spagnola: Dal Cid ai Re Cattolici (con Carmelo Samonà), Firenze: Sansoni 1972; 2. ed. Milano: Accademia, 1988; 3. ed. Biblioteca Universale Rizzoli, 1993 (numerose ristampe). ISBN 88-17-11261-5
- Salvatore Battaglia, (Profili e ricordi; 2) Napoli: Società Nazionale di Scienze Lettere ed Arti, 1974
- La grammatica e l'uso: grammatica italiana per le scuole medie superiori, Napoli: Liguori, 1978 (2. ed. 1981). ISBN 88-207-0701-2
- La lingua e la società: le ricerche sociolinguistiche, (Tascabili; 56) Napoli: Guida, 1978. ISBN 88-7042-363-8
- Parlare e capire, 2. ed. Napoli: Liguori, 1980. ISBN 88-207-0695-4
- Lingua e storia in Sicilia. Dalle guerre puniche alla conquista normanna, (Prisma; 38) Palermo: Sellerio, 1981.
- La parola nel tempo: lingua, società e storia, (Studi linguistici e semiologici; 20), Bologna: il Mulino, 1984. ISBN 88-15-00364-9
- Letterature romanze del Medioevo, (Saggi; 282) Bologna: Il mulino, 1985. ISBN 88-150-0657-5
- Vocabolario etimologico siciliano, (con la collaborazione di Rosanna Sornicola), Palermo: Centro di studi filologici e linguistici siciliani, 1986
- Avviamento alla filologia francese medievale, Roma: Nuova Italia Scientifica, 1993. ISBN 88-430-0047-0 (ristampa, Roma: Carocci, 1998 Numeri ISBN 88-430-1102-2)
- Apparizioni fantastiche: tradizioni folcloriche e letteratura nel Medioevo, Bologna: il Mulino, 1994. ISBN 88-15-04568-6
- Linguistica romanza: corso introduttivo, 2. ed. Napoli: Liguori, 2001. ISBN 88-207-3271-8
- Adultèri, delitti e filologia. Il caso della baronessa di Carini, Bologna, Il Mulino, 2010. ISBN 9788815139474
- Il latino e la formazione delle lingue romanze, Bologna, Il Mulino, 2014. ISBN 978-88-15-25179-4

### Edizioni critiche
- Antonio Pucci, Libro di varie storie, edizione critica per cura di Alberto Varvaro, Palermo: Presso l'Accademia, 1957
- Rigaut de Berbezilh, Liriche, (Biblioteca di filologia romanza; 4), Bari: Adriatica, 1960
- Luigi Pirandello, Opere teatrali in dialetto, a cura di Alberto Varvaro: con un saggio introduttivo di Andrea Camilleri, Milano: Mondadori, 2007 (fa parte di Maschere nude; a cura di Alessandro d'Amico). ISBN 9788804562351

### Curatele di miscellanee
- XIV Congresso internazionale di linguistica e filologia romanza, (Napoli, 15-20 aprile 1974) atti a cura di Alberto Varvaro, 5 voll., Napoli: G. Macchiaroli e Amsterdam: J. Benjamins 1976-1981
- La linguistica italiana, oggi: atti del XXII Congresso della Societa di linguistica italiana (Anacapri, 3-5 ottobre 1988) a cura di Alberto Varvaro, (Pubblicazioni della Societa di linguistica italiana; 29), Roma: Bulzoni, 1991. ISBN 88-7119-302-4

### Altri scritti
- Identità linguistiche e letterarie nell'Europa romanza (contiene Bibliografia di Alberto Varvaro, 1956-2003), Roma: Salerno, 2004. Numeri ISBN 88-8402-446-3
- Vocabolario Storico-Etimologico del Siciliano (VSES), 2 voll., Strasbourg - Palermo 2014. ISBN 979-10-91460-13-2